# Peschetius nigeriensis
Peschetius nigeriensis är en skalbaggsart som beskrevs av Omer-cooper 1970. Peschetius nigeriensis ingår i släktet Peschetius och familjen dykare. Inga underarter finns listade i Catalogue of Life.